# Niels Egelund
 Der er flere personer med dette navn, se Niels Egelund (diplomat).
Niels Egelund (født 26. august 1945 i Odense) er professor og direktør for Center for Strategisk Uddannelsesforskning ved Danmarks Pædagogiske Universitetsskole, Aarhus Universitet.

## Karriere
Egelund blev lærer fra Odense Seminarium i 1968, mag.art. i psykologi i 1976, ph.d. (lic.pæd.) i 1982 og dr.pæd. i 1990. Han var lærer ved Heden Skole i Ringe Kommune 1970–1971 og klinisk psykolog ved Albertslund Kommune 1977–1979. Siden var han tilknyttet Danmarks Lærerhøjskole (fra 2000 Danmarks Pædagogiske Universitet) som adjunkt (1979–1982), som lektor (1982–1987), docent (1987–1988), forskningslektor (1994–1995) og i 1996 professor i specialpædagogik. Fra 1977 til 2000 var han leder af DLH's Institut for Psykologi og Specialpædagogik, fra 2000 til 2008 af DPU's Institut for Pædagogisk Psykologi og fra 2008 til 2010 leder af Center for Grundskoleforskning på DPU.
Egelund har ledet den danske del af den internationale PISA-undersøgelse, lige som han ofte har været kommentator og debattør om skoleforhold i medierne. Det er også i den funktion, at han frem til 2009 var med i vurderingspanelet for "Kloge m² Puljen", der var sponseret under Realkredit Danmark. Han har været medlem af Børnerådet, Globaliseringsrådet og Kvalitetsgruppen Kvalitetsreform, nedsat af regeringen. Han er medlem af Skolerådets Formandskab.
14. september 2012 blev han Ridder af 1. grad af Dannebrogordenen.

## Pilot
Egelund var væk fra forskningsverdenen 1988–1993, hvor han var flyvechef for Muk Air og Atlantic Airways, og han har også været pilot for bl.a. Sterling Airways og SAS. Til udgangen af 2006 var han freelance luftkaptajn i Atlantic Airways.
I sin fritid er Egelund pilot på sine fly, ejet af ham eller sammen med andre. Han var den første danske privatperson, som købte en gammel militærjet, en franskbygget Fouga Magister, som han har fløjet siden 2001. Han har part i en anden gammel militærjet, en tjekkisk Aero L-29 Delfín. Han er også medejer af et danskbygget og dansk konstrueret KZ3 fra 1946, et Nimbus 3T svævefly og et Grunau Baby svævefly.
I 2005 brændte Egelunds Fouga Magister kort efter start med alvorlige skader på skroget til følge. Egelund slap fra ulykken uden mén, da det lykkedes ham at lande flyet med det samme. Var branden opstået senere, ville det sandsynligvis have kostet ham livet. Fordi der i Danmark kom forbud mod at private kunne købe jetfly, efter Egelund købte sin Magister, måtte han genopbygge flyet fra bunden. Det kom til at koste det dobbelte af, hvad det ville have kostet, hvis Egelund havde måttet udskifte de beskadige dele med reservedele fra et intakt udenlandsk fly. Flyet kom i luften igen 23. marts 2009.